# ALTARBOYZ
『アルターボーイズ』（英: ALTAR BOYZ）は、アメリカ合衆国のミュージカル・コメディ作品である。ゲイリー・アドラーとマイケル・パトリック・ウォーカーが作詞および作曲を行ない、マーク・J・ケスラーとケン・デイヴンポートの考案を基にケヴィン・デル・アギラが脚本を執筆した。オハイオ州出身の架空のクリスチャン・ボーイ・バンドを中心に、ボーイ・バンド現象、コンテンポラリー・クリスチャン・ミュージックの人気などを風刺を交えて描いている。2005年3月1日、オフ・ブロードウェイで開幕し、16回プレビュー公演ののち、2,032回の本公演が上演され、2010年1月10日、閉幕した。オフ・ブロードウェイで9番目のロングラン公演の記録を持っている。

## 概要
オハイオ州出身のボーイ・バンドがアメリカの保守風潮、マイノリティ問題を知性的な比喩を含ませながら、ロックありポップありバラードありヒップホップありラテンありのミュージックに乗せて生まれたポップ・ミュージカル。
2004年にて初演を迎え大ヒットし、2010年1月10日をもって閉幕となるまでに2000回以上も上演され、オフ・ブロードウェイにおいて歴代9位のロングラン作品であり、2005年には「ベストオブ・オフ ブロードウェイ賞」を受賞。
現在でもアメリカ国内含め、各地で地方公演が行われているほか、今日までに日本を含む世界各国にて上演されている演目である。

## 概略
5人組のボーイ・バンドである「アルター・ボーイズ」が解散全米コンサート「レイズ・ザ・プレイズ」を行なう。メンバーのマシュウ、マーク、ルーク、フアンの4名は聖書に登場する人物から名付けられたとされる。残りの1人のエイブラハムはオープニング曲の中でユダヤ人であると紹介される。会場によってご当地ネタを語り、ボーイ・バンドのスタイルのダンスを踊りながら持ち歌を歌う。コンサートを通してグループの悩み、起源、メンバー個々人の強さや弱さが露見する。
舞台上に「ソウル・センサーDX-12」が設置され、劇場内のソウルの数量が表示される。数量を減らし、コンサート最後にゼロになるのを目指す。

## プロダクション
スタフォード・アリマが演出、クリストファー・ガテリが振付を担当し、2004年9月、ニューヨーク・ミュージカル・シアター・フェスティバルの一環としてニューヨークにある47番街劇場で初演された。シャイアン・ジャクソンがマシュウ役、タイラー・メイナードがマーク役、アンディ・カールがルーク役、ライアン・ダンカンがフアン役、デイヴィッド・ジョセフスバーグがエイブラハム役を演じた。マーク・カディシュが曲『G.O.D 』の事前レコーディングを行なった。数週間のフェスティバル中、8回上演された。
2005年3月1日、オフ・ブロードウェイのドジャー・ステージ(現ニュー・ワールド・ステージ)のステージ4で16回プレビュー公演後、本公演が開幕した。フェスティバルとほぼ同じ出演者であったが、スコット・ポーターがマシュウ役を演じ、シャドー・スティーヴンスが『G.O.D 』の事前レコーディングを行なった。2,032回上演ののち、2010年1月10日に閉幕し、オフ・ブロードウェイで9番目のロングラン公演となった。閉幕時の公演はマイケル・カディン・クレイグがマシュウ役、とラヴィス・ネスビットがマーク役、リー・マーカムがルーク役、マウリシオ・ペレスがフアン役、ラヴィ・ロスがエイブラハム役を演じた。
2007年から2009年、全米ツアー公演が行なわれたほか、シカゴ、韓国、ハンガリー、フィンランド、オーストラリア、フィリピン、日本のプロダクションによる公演のほか、地方劇団など多くのアマチュア・プロダクションでも上演されている。2013年、アデレイド・フリンジ・フェスティバルの一部として上演された。

## 日本での公演
| 公演期間 | 劇場 | Team名     | マシュー                  | マーク             | ファン            | ルーク              | アブラハム             |
| --- | --- | ---------- | ------------------------- | ------------------ | ----------------- | ------------------- | ---------------------- |
| 2009年 2月10日 - 22日 | 新宿FACE |            | 東山義久                  | 中河内雅貴         | 植木豪            | 田中ロウマ          | 良知真次               |
| 2010年 11月16日 - 28日 新宿FACE 12月4日 梅田芸術劇場シアター・ドラマシティ 12月6日 日本特殊陶業市民会館 12月10日 - 11日 新宿BLAZE | 2010年 11月16日 - 28日 新宿FACE 12月4日 梅田芸術劇場シアター・ドラマシティ 12月6日 日本特殊陶業市民会館 12月10日 - 11日 新宿BLAZE | Red        | 東山義久                  | 中河内雅貴         | 植木豪            | 小林遼介            | 良知真次               |
| 2010年 11月16日 - 28日 新宿FACE 12月4日 梅田芸術劇場シアター・ドラマシティ 12月6日 日本特殊陶業市民会館 12月10日 - 11日 新宿BLAZE | 2010年 11月16日 - 28日 新宿FACE 12月4日 梅田芸術劇場シアター・ドラマシティ 12月6日 日本特殊陶業市民会館 12月10日 - 11日 新宿BLAZE | Orange     | 中塚皓平                  | 松下洸平           | 和田泰右          | 森新吾              | 上間善一郎             |
| 2012年 1月28日 - 2月24日 新宿FACE 2月18日 森ノ宮ピロティホール 2月25日 - 26日 新宿BLAZE                                           | 2012年 1月28日 - 2月24日 新宿FACE 2月18日 森ノ宮ピロティホール 2月25日 - 26日 新宿BLAZE                                           | RED        | 東山義久                  | 橋本汰斗           | 植木豪            | 小林遼介            | 良知真次               |
| 2012年 1月28日 - 2月24日 新宿FACE 2月18日 森ノ宮ピロティホール 2月25日 - 26日 新宿BLAZE                                           | 2012年 1月28日 - 2月24日 新宿FACE 2月18日 森ノ宮ピロティホール 2月25日 - 26日 新宿BLAZE                                           | ORANGE     | 中塚皓平                  | 鯨井康介           | 和田泰右          | 森新吾              | 三上俊                 |
| 2012年 1月28日 - 2月24日 新宿FACE 2月18日 森ノ宮ピロティホール 2月25日 - 26日 新宿BLAZE                                           | 2012年 1月28日 - 2月24日 新宿FACE 2月18日 森ノ宮ピロティホール 2月25日 - 26日 新宿BLAZE                                           | GREEN      | 大河元気                  | 海宝直人           | 井澤勇貴          | 上口耕平            | 上間善一郎             |
| 2014年 11月21日 - 30日 | 新宿FACE | RED        | 大山真志                  | 法月康平           | 大久保祥太郎      | 川原一馬            | 山下翔央               |
| 2014年 11月24日 - 12月8日 | 新宿FACE | LEGEND     | 東山義久                  | 中河内雅貴         | 植木豪            | 小林遼介 森新吾     | 良知真次               |
| 2014年 12月10日 | 名鉄ホール | TOUR       | 東山義久                  | 中河内雅貴         | 植木豪            | 小林遼介            | 良知真次               |
| 2014年 12月13日 | 松下IMPホール | TOUR       | 東山義久                  | 中河内雅貴         | 植木豪            | 森新吾              | 良知真次               |
| 2014年 12月14日 | 松下IMPホール | TOUR       | 東山義久                  | 中河内雅貴         | 植木豪            | 小林遼介 森新吾     | 良知真次               |
| 2017年 2月3日 - 2月16日 新宿FACE 2月18日 森ノ宮ピロティホール                                                                     | 2017年 2月3日 - 2月16日 新宿FACE 2月18日 森ノ宮ピロティホール                                                                     | Gold       | 大山真志                  | 法月康平           | 松浦司            | 石川新太            | 常川藍里               |
| 2017年 2月3日 - 2月16日 新宿FACE 2月18日 森ノ宮ピロティホール                                                                     | 2017年 2月3日 - 2月16日 新宿FACE 2月18日 森ノ宮ピロティホール                                                                     | Legacy     | 東山義久                  | 中河内雅貴         | 植木豪            | 森新吾              | 良知真次               |
| 2017年 2月24日 - 26日 | ステラボール | 合同公演   | (Gold/Legacy参照)         | (Gold/Legacy参照)  | (Gold/Legacy参照) | (Gold/Legacy参照)   | (Gold/Legacy参照)      |
| 2017年 8月25日 - 27日 | 舞浜アンフィシアター |            | チャンソン（2PM）         | NIEL （TEEN TOP）  | ハン・サンウク    | パク・ジンサン      | TAKUYA （寺田拓哉）    |
| 2017年 9月15日 - 16日 | 舞浜アンフィシアター |            | チャンソン（2PM）         | KEVIN              | ハン・サンウク    | セヨン （MYNAME）   | TAKUYA （寺田拓哉）    |
| 2018年 8月24日 - 26日 | 舞浜アンフィシアター | Aチーム    | チャンソン（2PM）         | NIEL （TEEN TOP）  | ハン・サンウク    | セヨン （MYNAME）   | TAKUYA （寺田拓哉）    |
| 2018年 8月24日 - 26日 | 舞浜アンフィシアター | Bチーム    | イェソン （SUPER JUNIOR） | チョ・ビョンジュン | キム・ナムホ      | ドンウ （INFINITE） | ドンウン （HIGHLIGHT） |
| 2019年 3月20日 - 4月7日 | 新宿FACE | GOLD       | 大山真志                  | 法月康平           | 松浦司            | 石川新太            | 常川藍里               |
| 2019年 3月20日 - 4月7日 | 新宿FACE | SPARK      | 良知真次                  | 金井成大           | 観修寺玲旺        | 川原一馬            | 反橋宗一郎             |
| 2019年 3月20日 - 4月7日 | 新宿FACE | SPARK      | 良知真次                  | 北乃颯希           | 米原幸佑          | 山本準也            | 和田泰右               |
| 2021年 4月9日 - 24日 | 新宿FACE | LEGEND     | 東山義久                  | 中河内雅貴         | 植木豪 松浦司     | 浅川文也            | 良知真次               |
| 2021年 4月9日 - 24日 | 新宿FACE | GOLD       | 大山真志                  | 法月康平           | 松浦司            | 石川新太            | 若松渓太               |
| 2021年 4月9日 - 24日 | 新宿FACE | SPARK      | 小林亮太                  | 北乃颯希           | 米原幸佑          | 川原一馬            | 和田泰右               |
| 2023年 8月11日 - 29日 | 新宿FACE | GOLD       | 大山真志                  | 法月康平           | 松浦司            | 石川新太            | 常川藍里               |
| 2023年 8月11日 - 29日 | 新宿FACE | SPARK      | 鍵本輝                    | 若松渓太           | 米原幸佑          | 川原一馬            | 和田泰右               |
| 2023年 8月11日 - 29日 | 新宿FACE | SAPPHIRE   | 中山優貴                  | 大野瑞生           | 司波光星          | 中本大賀 （円神）   | Rayshy                 |
| 2025年12月予定 | | GOLD       | 大山真志                  | 大音智海           | 松浦司            | 石川新太            | 常川藍里               |
| 2025年12月予定 | SPARK | 鍵本輝     | 若松渓太                  | 米原幸佑           | 川原一馬          | 和田泰右            |                        |
| 2025年12月予定 | SAPPHIRE | 當間ローズ | 横山賀三                  | 有馬爽人           | 東山光明          | 百名ヒロキ          |                        |

### 2009年
「ALTAR BOYZ:アルターボーイズ」というタイトルで2009年2月10日から22日に新宿FACEにて上演。
キャスト
- 植木豪
- 中河内雅貴
- 田中ロウマ
- 東山義久
- 良知真次

### 2010年
「ALTAR BOYZ」というタイトルで2010年11月16日から28日に新宿FACE、12月4日に梅田芸術劇場シアター・ドラマシティ、12月6日に日本特殊陶業市民会館、12月10日・11日に新宿BLAZEにて上演。
キャスト
※ダブルキャスト制
- Redキャスト
  - 植木豪
  - 小林遼介
  - 中河内雅貴
  - 東山義久
  - 良知真次
- Orangeキャスト
  - 上間善一郎
  - 中塚皓平
  - 松下洸平
  - 森新吾
  - 和田泰右

### 2012年
「ALTAR BOYZ 2012」というタイトルで2012年1月28日から2月24日に新宿FACE、2月18日に森ノ宮ピロティホール、2月25日・26日に新宿BLAZEにて上演。
キャスト
※トリプルキャスト制の混合公演。
- REDキャスト
  - 植木豪
  - 小林遼介
  - 橋本汰斗
  - 東山義久
  - 良知真次
- ORANGEキャスト
  - 鯨井康介
  - 中塚皓平
  - 三上俊
  - 森新吾
  - 和田泰右
- GREENキャスト
  - 井澤勇貴
  - 上口耕平
  - 上間善一郎
  - 大河元気
  - 海宝直人

### 2014年

#### ALTAR BOYZ RED
2014年11月21日から30日に新宿FACEにて上演。
キャスト
- 大久保祥太郎
- 大山真志
- 川原一馬
- 法月康平
- 山下翔央

#### ALTAR BOYZ LEGEND
2014年11月24日から12月8日に新宿FACEにて上演。
キャスト
※一部ダブルキャスト
- 植木豪
- 小林遼介
- 中河内雅貴
- 森新吾
- 東山義久
- 良知真次

#### ALTAR BOYZ TOUR
2014年12月10日に名鉄ホール、12月13日・14日に松下IMPホールにて上演。
キャスト
名古屋公演
- 植木豪
- 小林遼介
- 中河内雅貴
- 東山義久
- 良知真次

大阪公演
- 12月13日
  - 植木豪
  - 中河内雅貴
  - 東山義久
  - 森新吾
  - 良知真次
- 12月14日
  - 植木豪
  - 小林遼介・森新吾[3]
  - 中河内雅貴
  - 東山義久
  - 良知真次

### 2017年

#### 日本版
「ALTAR BOYZ」というタイトルで2017年2月3日から2月16日に新宿FACE、2月18日に森ノ宮ピロティホール、2月24日から26日にステラボール（合同公演）にて上演。
キャスト
※ダブルキャスト制
- Team Gold（2017年2月3日 - 14日・24日 - 26日）
  - 大山真志
  - 法月康平
  - 松浦司
  - 常川藍里
  - 石川新太
- Team Legacy（2017年2月6日 - 16日・18日・24日 - 26日）
  - 東山義久
  - 植木豪
  - 中河内雅貴
  - 森新吾
  - 良知真次

#### 韓国版
「ALTAR BOYZ」というタイトルで2017年8月25日～27日、9月15日・16日に舞浜アンフィシアターにて上演。
キャスト
2017年8月25日（金）～8月27日（日）全6回公演
- チャンソン（2PM）
- NIEL（TEEN TOP）
- TAKUYA（寺田拓哉）
- ハン・サンウク
- パク・ジンサン

2017年9月15日（金）・9月16日（土）全4回公演
- チャンソン（2PM）
- KEVIN（ウ・ソンヒョン）
- セヨン（MYNAME）
- TAKUYA（寺田拓哉）
- ハン・サンウク

### 2018年

#### 韓国版
「ALTAR BOYZ」というタイトルで2018年8月24日～26日に舞浜アンフィシアターにて上演。
キャスト
2018年8月24日（金）～8月26日（日）全8回公演
Aチーム
- チャンソン（2PM） - MATTHEW 役
- NIEL（TEEN TOP） - MARK 役
- セヨン（MYNAME） - LUKE 役
- TAKUYA（寺田拓哉） - ABRAHAM 役
- ハン・サンウク - JUAN役

Bチーム
- イェソン（SUPER JUNIOR） - MATTHEW 役
- チョ・ビョンジュン - MARK 役
- ドンウ（INFINITE） - LUKE 役
- ドンウン（HIGHLIGHT） - ABRAHAM 役
- キム・ナムホ - JUAN 役

### 2019年
日本上演10周年公演「ALTAR BOYZ 2019」というタイトルで2019年3月20日から4月7日まで新宿FACEにて上演。

キャスト
ダブルキャスト制※一部トリプルキャスト(team SPARKの公演は日替わり)
|              | team GOLD | team SPARK |
| ------------ | --------- | ---------- |
| マシュー     | 大山真志  | 良知真次   |
| マーク       | 法月康平  | 金井成大   |
| マーク       | 法月康平  | 北乃颯希   |
| ファン       | 松浦司    | 観修寺玲旺 |
| ファン       | 松浦司    | 米原幸佑   |
| エイブラハム | 常川藍里  | 反橋宗一郎 |
| エイブラハム | 常川藍里  | 和田泰右   |
| ルーク       | 石川新太  | 川原一馬   |
| ルーク       | 石川新太  | 山本準也   |

### 2021年
2021年4月9日から4月24日に新宿FACEにて上演。
キャスト
※トリプルキャスト制の混合公演。
- LEGENDキャスト
  - 東山義久
  - 植木豪
  - 松浦司※一部日程キャスト変更によりGOLDと兼任
  - 中河内雅貴
  - 良知真次
  - 浅川文也
- GOLDキャスト
  - 大山真志
  - 法月康平
  - 松浦司
  - 石川新太
  - 若松渓太
- SPARKキャスト
  - 小林亮太
  - 米原幸佑
  - 和田泰右
  - 川原一馬
  - 北乃颯希

### 2023年
2023年8月11日から29日に新宿FACEにて上演。。
キャスト
- Team GOLD
  - 大山真志
  - 若松渓太(法月康平は降板)
  - 松浦司
  - 石川新太
  - 常川藍里
- Team SPARK
  - 鍵本輝
  - 米原幸佑
  - 和田泰右
  - 川原一馬
  - 若松渓太
- Team SAPPHIRE
  - 中山優貴
  - 大野瑞生
  - 中本大賀（円神）
  - 司波光星
  - Rayshy

## 楽曲
| - We Are the Altar Boyz - Rhythm In Me - Church Rulez - The Calling - The Miracle Song - Everybody Fits - Something About You - Body, Mind & Soul - La Vida Eternal - Epiphany - Number 918 - Finale: I Believe - Bows & Altar Boyz Remix |

## 受賞歴
- 海外批評家サークル賞オフ・ブロードウェイ・ミュージカル作品賞 (受賞)
- ドラマ・デスク・アワード・ミュージカル作品賞 (ノミネート)
- ドラマ・デスク・アワード・ミュージカル助演男優賞 (タイラー・メイナード、ノミネート)
- ドラマ・デスク・アワード振付賞 (クリストファー・ガテリ、ノミネート)
- ドラマ・デスク・アワード音楽賞 (ゲイリー・アドラー&マイケル・パトリック・ウォルカー、ノミネート)
- ドラマ・デスク・アワード作詞賞 (ゲイリー・アドラー&マイケル・パトリック・ウォルカー、ノミネート)
- ドラマ・デスク・アワード・ミュージカル脚本賞 (ケヴィン・デル・アギラ、ノミネート)
- ドラマ・デスク・アワード編曲賞 (ダグ・カッサロ&リン・シャンケル、ノミネート)
- ルシル・ローテル・アワード・ミュージカル作品賞 (ノミネート)
- ルシル・ローテル・アワード振付賞 (クリストファー・ガテリ、受賞)
- ルシル・ローテル・アワード助演男優賞 (タイラー・メイナード、ノミネート)
- ルシル・ローテル・アワード音響デザイン賞 (サイモン・マシュウズ、ノミネート)
- ドラマ・リーグ・アワード・ミュージカル・プロダクション賞 (ノミネート)
- ドラマ・リーグ・アワード・パフォーマンス賞 (ライアン・ダンカン、デイヴィッド・ジョセフスバーグ、アンディ・カール、タイラー・メイナード、スコット・ポーター、ノミネート)
- シアター・ワールド・アワード (タイラー・メイナード、受賞)

## キャスト・レコーディング
2005年3月、レコーディングされ、5月17日、ゴーストライト・レコードからキャスト・レコーディングがリリースされた。